# Войцеховський Сергій Миколайович
Сергій Миколайович Войцеховський (16 жовтня 1883, Вітебськ, Російська імперія — 7 квітня 1951, Озерлаг, Іркутська область, Російська РФСР) — російський та чехословацький військовий, учасник Білого руху, генерал армії Чехословаччини.

## Військова служба

### Служба в Російській Імператорській армії

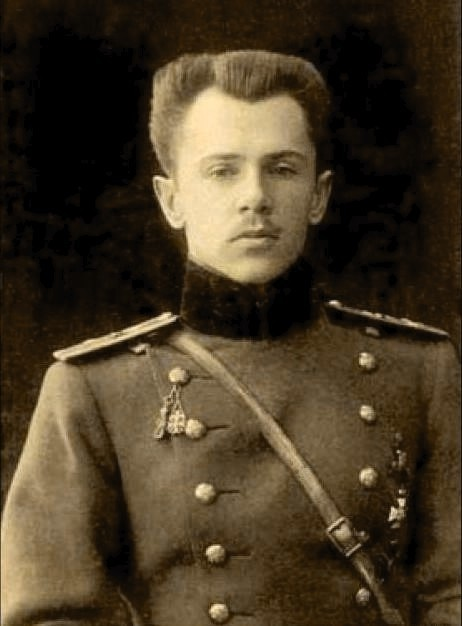
Сергій Войцеховський, 1912

Служив у 2-й артилерійській бригаді 20-ї піхотної дивізії 1-го Кавказького корпусу: інспектор навчального відділу (1904—1905), старший офіцер 3-ї батареї (1905—1907). Інспектор навчального відділу 5-го стрілецького артилерійського дивізіону в Білостоку (1907).
З 1912 служив в 1-ї гренадерської бригаді, одночасно викладав тактику в Олександрівському військовому училищі, закінчив авіаційну школу. У квітні—жовтні 1913 року служив в штабі Московського військового округу. З жовтня 1913 до липня 1914 — командир роти в 122-го Тамбовського піхотного полку.
Учасник Першої світової війни: з серпня 1914 до листопада 1915 — старший ад'ютант штабу 69-ї піхотної дивізії, з листопада 1915 до січня 1917 — штаб-офіцер для доручень 20-го армійського корпусу. Брав участь у бойових діях в Карпатах і Дніпровській улоговині, був поранений, нагороджений кількома орденами. З 1914 — капітан, з 1916 — підполковник.

### Служба в Чехословацькому корпусі
З січня і до серпня або вересня 1917 в.о. начальника штабу 126-ї піхотної дивізії. З серпня 1917 — начальник штабу 1-ї Чехословацької дивізії в складі російської армії.
З грудня 1917 року — в.о. командира 3-го чехословацького імені Яна Жижки стрілецького полку, в лютому 1918-го — вступив на посаду. З травня 1918 командував чехословацькими легіонерами в районі Челябінська, входив до складу Військової колегії тимчасового виконавчого комітету чехословацьких військ в Росії.
В ніч з 26 на 27 травня 1918 року, командуючи частинами 2-го і 3-го чехословацьких стрілецьких полків, зайняв без втрат Челябінськ. З 27 травня 1918 року — командувач військовими частинами Челябінської групи і Уральського фронту. В результаті бойових дій в травні—червні 1918 на станції Татарська з'єднався з військами під командуванням Радоли Гайди.
11 червня 1918 постановою з'їзду членів Тимчасового Челябінського комітету і рішенням відділення Чехословацької національної ради отримав чин полковника, очолив Західну групу військ (2-й і 3-й чехословацькі стрілецькі полки і Курганський маршовий батальйон). У червні 1918 року війська групи взяли Троїцьк і Златоуст. У серпні—вересні 1918 група поповнювалася формуваннями 2-ї стрілецької дивізії і вела бої в районі Єкатеринбурга, за Нижній Тагіл, Кунгур і Тюмень. Особисто керував боями по оволодінню Нижнім Тагілом. 17 жовтня 1918 «за відмінності в боях і видатну службу» отримав звання генерал-майор і був призначений командувачем Самарською групою військ уряду Директорії. Під його командуванням група вела вдалі оборонні бої в Поволжі.
У період наростання протиріч між командуванням чехословацьких військ і Верховним правителем О. В. Колчаком підтримав останнього.

## Генерал армії Чехословацької Республіки

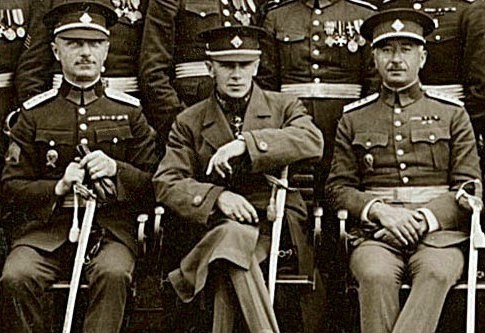
Генерал С. Войцеховський (в центрі) під час загального збору видних діячів Чехословацької легіону. Чехословаччина. 1927

1 травня 1921 році був зарахований на службу в чехословацьку армію. З вересня 1921 — командир 24-ї піхотної бригади. З лютого 1922 — заступник командувача військами Підкарпатського військового округу в Ужгороді. З 1924 — командир 9-ї піхотної дивізії в Трнаві. З 1927 року — начальник Земського військового управління (військового округу) в Брно. З 1935 — начальник Земського військового управління в Празі. 30 грудня 1929 року був проведений в чин генерала армії.
У вересні—жовтні 1938 року командував 1-ю чехословацькою армією. Під час Мюнхенської кризи 1938 зайняв активну антикапітулянську позицію (одним з прихильників капітуляції був генерал Ян Сировий), за що в квітні 1939 року був відправлений у відставку. У 1939—1943 був членом Російської загально-військової спілки. У 1939 році після німецької окупації Чехословаччини створив і очолив підпільну організацію «Obrana národa» («Захист народу»), був під наглядом Гестапо, входив в підпільний Чехословацький уряд, де займав пост військового міністра.

## Арешт, табір, смерть
До травня 1945 проживав в Празі. 12 травня 1945 був заарештований радянською контррозвідкою «СМЕРШ» і з 30 травня 1945 утримувався в Москві в Бутирській в'язниці. Засуджений 15 вересня 1945 Особливою нарадою при НКВД СРСР за звинуваченням в участі в антирадянській організації Російська загально-військова спілка, «яка ставила собі за мету збройне повалення радянської влади і організацію терористичних актів проти керівників ВКП (б) і радянського уряду» до 10 років ув'язнення. До березня 1946 утримувався в Бутирській в'язниці, з 1946 — в Унженському таборі (станція Сухобезводне Горківської залізниці), з 25 травня 1949 — в Особливому таборі № 7 Озерлаг МВС СРСР (місто Тайшет Іркутської області). Через слабке здоров'я і похилий вік кваліфікувався як інвалід, працював санітаром табірної лікарні.
Помер в таборі від шлункової кровотечі внаслідок тривалої виразки шлунку. Місце поховання не виявлене.